# Apiocera bigotii
Apiocera bigotii is een vliegensoort uit de familie Apioceridae. De wetenschappelijke naam van de soort is, geplaatst in het geslacht Pomacera, voor het eerst geldig gepubliceerd in 1847 door Macquart.
De soort komt voor in Australië.